# القبائل الليبية القديمة
يستفاد من بليني الأكبر وجود أكثر من 500 قبيلة ليبية في شمال أفريقيا بين نهر الوادي الكبير في الجزائر وخليج سرت، 50 منها مدنيّة، والبقية الباقية من البدو الرعاة.

## القبائل الليبية لدى هيرودوت
القبائل الليبية - حسب التسميات الواردة في تاريخ هيرودوت - هي: أترنت، أدرماخيد، أسبت، أطلسيون، أوس، أوسخيس، بسيل، بكال، زوِك، غرمنت، غليغام، غندان، غيزانت، لوتسيّون (لوتوفاغي)، ماكسا، مكا، مكل، نسامون. قال هيرودوت (الكتاب الثالث: 13): «عند هذا الحد أكون قد ذكرت جميع القبائل الرعوية القاطنة على طول الساحل الليبي. أما المنطقة الداخلية من هذه البلاد فتعيش فيها الوحوش وإلى ما وراء تلك المنطقة حزام رملي عظيم يمتد من طيبة في مصر إلى أعمدة هرقل». «أما ساحل ليبيا ما بين مصر وبحيرة تريتونس (شط الجريد) فيقطنه بدو رحّل، قوام معيشتهم اللحم والحليب، وهم لا يربون الخنازير، كما أنهم يمتنعون عن أكل لحم البقر لنفس السبب الذي يجعل المصريين يمتنعون عن أكله». ويحرّم المصريون أكل لحم البقر تقديساً لإلهتهم إيزيس التي يرمز لها بالبقرة، وربما قدّس الليبيون إيزيس على هذا النحو، أو رمزوا بالبقرة إلى إلهة أخرى، وإن دلّت اللقي الأثرية في المواقع الفينيقية والقرطاجية (مثل صبراتة) على وجود منحوتات وتماثيل لإيزيس في بعضها.
يضيف هيرودوت: «وإلى الغرب من بحيرة تريتونس لا توجد قبائل من البدو الرحل، فالناس هنا مختلفون تماماً.. وهم أحسن صحة من أي جنس نعرفه»، وعن طبيعة المنطقة التي تلي البحيرة شرقاً: «في هذه المنطقة من ليبيا وفي المناطق الأخرى إلى الغرب منها غابات ووحوش أكثر مما في منطقة البدو الرحل... والمنطقة الزراعية إلى الغرب من ذلك النهر كثيرة التلال والحيوانات، وهذه هي المنطقة التي توجد فيها الأفاعي الضخمة والأسود والفيلة والدببة والأفاعي السامة والحمير ذوات القرون، بالإضافة للرجال الذين لهم رؤوس كلاب، والرجال الذين لا رؤوس لهم بينما لهم عيون في صدورهم»، وهو ينتبه إلى هذه المبالغة في الحكايات الخرافية فيقول: «أنا لا أصدق هذا وإنما أروي فقط ما يقوله الليبيون»، ولكنه بالطبع يصدّق أنه «ليس في منطقة البدو الرحل شيء من هذا القبيل، وإنما يجد المرء فيها ذوات القرون ونوعاً آخر من الحمير التي تستطيع أن تعيش دون ماء وهي لا تشرب في الحقيقة».
ويقول في نهاية الكتاب (الفصل) الثالث: «عند هذا الحد أكون قد أتيت على ذكر جميع الليبيين الذين تعرفت على أسمائهم... ومبلغ علمي أن سكانها ينقسمون إلى أربعة أجناس فقط، منها اثنان وطنيان، واثنان غير وطنيين. والجنسان الوطنيان هما الليبيون والأثيوبيون، ويقطن الأول منهما أجزاء ليبيا الشمالية [شمال إفريقيا]، بينما يقطن الجنس الثاني في الأجزاء الجنوبية. أما الجنسان الثالث والرابع فهما المهاجرون الإغريق والفينيقيون».

## القبائل الليبية لدي بليني الأكبر
نجد بليني الأكبر (5 : 5) أثناء حديثه عن كورنيليوس بالبوس يذكر أنه حمل - في «موكب نصره» - «أسماء وصور جميع الأجناس والمدن الأخرى التي سارت على هذا الترتيب: بلدة تبستي Tibesti [انظر: تبستي]، قبيلة نيتريس Niteris، بلدة ملغيس غميلة أو جميلة Gemella، قبيلة أو بلدة فيبابو Febabo، قبيلة أنيبي Anebi، بلدة ثوبين Thobin، الجبل المعروف بالجبل الأسود [الهروج السود]، البلدتان المدعوتان نِتِبروم Nitibrum ورابسا Rabsa [ربما غات الحالية]، قبيلة فِسكِرا Viscera [مْزيرة الحالية]، بلدة دِكري Decri [أم العبيد الآن]، نهر ناثابوس Nathabus، بلدة تبساغوم Thabsagum، قبيلة تمياغي Thamiagi، بلدة بوين Boin، بلدة بيغي أو فيغي Pege، نهر داسيباري Dasibari [ربما نهر النيجر]، سلسلة بلدان بَرَكوم (باراكوم) Baracum [براك الحالية]، بُلُبا (بولوبا) Buluba، آلاسِت Alasit، غالسا Galsa، بلّة Balla، مكسالا Maxala ، كيزانيا Cizania ، وجبل غيري Gyri». راجع ملحق القبائل والعشائر.

## أجناس ليبيا لدى بطليموس
أما بطليموس فيلجأ للدلالة على التمازج بين الأجناس البيضاء والسوداء في ليبيا إلى عبارتي: الغتولي السود Melano Gaetulas والأثيوبيين البيض Leuco Ethiopians .

## تصنيف الأجناس والقبائل في ليبيا
ويُخلَص من كتابات المؤرخين الإغريق والرومان أن انتشار الليبيين كان متوافقاً بين تقسيم أجناسهم وأقاليم توطّنهم وتجوالهم على النحو التالي:
(أ) الساحل: وينتشر فيه ليبيون ذوو بشرة بيضاء توطنوا سهوله الداخلية ومنخفضاته.
(ب) الصحراء: وينتشر فيها ليبيون ذوو بشرة سوداء، وهي تمتد من المحيط الأطلسي إلى نهر النيل، وقد توطّن الليبيون أوديتها وواحاتها.
(ج) المرتفعات: ويتّسم فيها الليبيون بالتمازج بين الجنسين السابقين، وأهمها سلسلة جبال الأطلس وتمتد من جنوب غرب المغرب إلى منتصف ليبيا في المرتفعات المحيطة بلبدة.
(د) التخوم: وهي المناطق المشتركة بين الأقسام السابقة ويتّسم فيها الليبيون كذلك بالتمازج بين الجنسين السابقين.
ويتطابق هذا التقسيم مع تحليل مقابر الغرمنت التي عثر فيها على دلائل لوجود الأجناس الثلاثة. ويمكننا إعادة توزيع هذا الانتشار الشاسع لليبيين على امتداد الساحل والصحراء في الأقسام التالية:
(أ) الغرمنت: هم السكان الأصليون لليبيا الحالية الذين توطّنوا تخوم الصحراء الكبرى، وقد كانت غرمة حضارة قائمة بذاتها أوقفت زحف الرومان ومحاولتهم بسط نفوذ امبراطوريتهم إلى أقاصي الصحراء إلى أن تعرّضت للدمار على يد الجيش الروماني بقيادة كورنيليوس بالبوس سنة 19ق.م. ولكن الغرمنت واصلوا مقاومة خط التخوم وسلسلة القلاع التي نصبها الرومان على أطراف الصحراء إلى أن جرّد الرومان حملةً أخرى بقيادة أغسطس قامت بمهاجمة مدينة غرمة وتدميرها وإحراقها سنة 15م، ولكن الغرمنت وحلفاؤهم أعادوا تجمّعهم تدريجياً وحافظوا على قواتهم لتستمر الحرب بشكل متقطّع بين الطرفين إلى أن قام الغرمنت بمساعدة أهالي لبدة وأويا على الثورة ضد روما في عهد فسباسيان Vespasian سنة 69م.
(ب) الموريّون: هم تجمّع من القبائل الليبية التي انتشرت من غرب ليبيا الحالية إلى المحيط الأطلسي، ثم تركّز وجودهم تدريجياً بعد نهر ملوكا (ملوية) ليؤسسوا موريتانيا الطنجية، وقد غلب اسم المور على الليبيين خاصة أثناء عصر الوندال.
(ج) النوميديون: تشكّلوا أولاً من قبيلة المسوليين والقبائل المتحالفة معها، ثم توسّعت أقاليم نوميديا أثناء الحرب القرطاجية الرومانية، ولكن روما بعد عدّة تجاذبات استطاعت القضاء على نوميديا وتأسيس إفريقيا الرومانية التي جمعت القبائل الليبية من سيغا غرباً إلى طرابلس شرقاً.
(د) الليبوفينيقيين: هم نتاج تصاهر الليبيين والفينيقيين، وقد أسّسوا أغلب المدن الساحلية، وتركّز الليبوفينيقيون في قرطاج والمدن التابعة لها على امتداد الساحل، ويعتبر الحديث عن الليبوفينيقيين بشكل أو بآخر حديثاً عن الفينيقيين في إفريقيا.
(هـ) الليبومصريين: هم الليبيّون الذين شكّلوا القبائل المتاخمة لغرب النيل، وحاولوا النزوح إلى المدن المصرية أو اقتحامها عنوةً على مرّ العصور، وأدّت الحاجة إليهم إلى قبولهم على نحو تدريجي ليشكّلوا فرقاً حربية تحت إمرة الفراعنة، ثم أصبح عدد منهم كهنةً وقادة عسكريين، وهو ما قاد آخر الأمر إلى تأسيس أسرة الفراعنة الليبيين المعروفة باسم الأسرة الثانية والعشرين.
(و) الليبوأثيوبيين: هم جزء يكاد يكون مجهولاً من تاريخ الصحراء الكبرى، ولكن الدلائل تشير إلى وجود سلطنات نائية معزولة في جنوب الصحراء، ومثالها نزوح قبيلة التدامنسي من الشمال (غدامس) إلى الجنوب (تبستي) واستقلال سلطنتهم التي استمر وجودها إلى يومنا هذا من خلال قبائل التبو الشماليين المعروفة باسم التدا الذي نشأ اختزالاً من اسم أسلافهم، أي التدامنسي.
(ز) الليبيّون المترومنون: ونجد أشهر أمثلة هذا القسم في الأباطرة الرومان ذوي الأصول الليبية الذين توطّنت عائلاتهم روما أو كانت مدنهم الليبية جزءاً إدارياً من الإمبراطورية الرومانية (انظر: سبتموس سفيروس)، كما نجدهم في مثال الملوك النوميديين الموالين لروما والتابعين إدارياً لها (انظر: جوبا الثاني).